# Yolanda Flores
Margarita Yolanda Flores Remon, más conocida como Yolanda Flores (Madrid, 26 de abril de 1960) es una periodista, locutora y presentadora de televisión española.  Posee el Premio Micrófono de Oro (2012) y el Premio Antena de Oro (2020). 

## Biografía
Tras licenciarse en Ciencias de la Información, rama de Periodismo por la Facultad de Ciencias de la Información (Universidad Complutense de Madrid) (1978-1982) y realizar en el curso 1982-83 el máster de Radio y Publicidad en el Gabinete de Estudios de la Cadena SER, inicia su trayectoria profesional en Radio Algeciras en 1983, pasando en 1986 a Radio Madrid. En esta emisora coordina y presenta Carrusel de verano y dirige y presenta Fin de semana y Madrid 7 estrellas.
En 1986 se incorpora a Radio Nacional de España, donde se hace cargo sucesivamente de los espacios Con los cinco sentidos —en el fin de semana—, Ojos de gato —en la mañana—, No es un sueño —en la noche, durante cinco temporadas—, Buscando a Yolanda —en la tarde— y De cine, que luego pasaría a llamarse De película —primero a mediodía y luego en la noche (1998-2012). Dejó este programa para ponerse al frente de uno vespertino, Nunca es tarde, siendo sustituida en De película por Arturo Martín y en septiembre de 2013 regresa de nuevo a De película, y en el que aún continúa. 
Salta a televisión 1989 en TVE, con el programa Buenos días. Luego es contratada por Telemadrid para ponerse al frente de los programas Buenos días, Madrid y Directo al corazón. En 1997 pasa a Telecinco, coordinando la sección del magacín Día a día presentado por María Teresa Campos y sustituyéndola en los periodos festivos y vacacionales entre 1997 y 2004. También fue colaboradora de Día a día verano en 2004 y posteriormente de Día a día con Carolina Ferre en el otoño de ese mismo año. En verano y Navidades de 2004, verano de 2005 y en otras fechas y siempre en esta misma cadena, sustituye a Emma García en el talk show A tu lado; entre 2006 y 2007 se hace cargo del programa TNT tras la salida de Jordi González y en 2007-2008 presenta el programa El ventilador. En 2011 colabora durante unos meses en el programa Gente que cuenta, presentado por María Rodríguez-Vico en La 10. Desde entonces se centra en exclusiva en la radio. 
Con motivo del 25 aniversario de De película, que dirige y presenta, el 28 de junio de 2024, se anuncia que realizará una emisión especial el 1 de julio de 2024, en el  Museo Nacional Centro de Arte Reina Sofía, en directo en la plataforma RTVE Play, y en RNE, se emitirá el viernes 26, su día habitual. Con invitados, como José Sacristán, Marisa Paredes, Antonio Resines, Mariano Barroso o Ángeles González-Sinde.

## Premios y reconocimientos
En 2012 fue galardonada por su labor al frente del programa De película con un Micrófono de Oro, premios entregados por la Federación de Asociaciones de Radio y Televisión.
En 2020 recibe el premio Antena de Oro en la categoría Radio por su trabajo al frente del programa De película.